# Mönglik
Mönglik – możny mongolski z rodu Kongoktan żył na przełomie XII i XIII wieku. Według niektórych źródeł trzeci mąż Höelün, matki Czyngis-chana. Ojciec Kököczü Teb-Tengriego, wielkiego szamana Mongołów.

## Życiorys
W latach 60. XII wieku był blisko związany z Jesügejem Baaturem ojcem Temudżyna, zwanego później Czyngis-chanem. Gdy Jesügej umiera to właśnie Mönglik jedzie odebrać Temudżyna z domu jego teścia Deja Mądrego, jemu też Jesügej powierza opiekę nad swoją rodziną. Mönglik nie ujawnia Dejowi prawdziwego charakteru swej misji mówiąc jedynie, że Jesügej pragnie zobaczyć syna. Prawdopodobnie obawiał się on, że Dej zechce wykorzystać nagłe kłopoty rodu Jesügeja i uwięzi Temudżyna by sprzedać go wrogom. W późniejszych latach, tak jak i inni poddani, porzucił Temudżyna. W tym czasie przyłączył się do Dżamuki. Lecz już w 1182 roku po tym jak Dżamuka i Temudżyn, po okresie wspólnego obozowania rozstają się, wraz z  synami przechodzi do obozu Temudżyna i jest wśród pierwszych poddanych, którzy ogłaszają go Czyngis-chanem. Być może tytuł ten został nadany Temudżynowi, przez syna Mönglika – Kököczü. W dalszych latach Mönglik pozostaje w dobrych relacjach z Czyngis-chanem, jednak chyba nie przebywa na jego dworze ani nie bierze udziału w kampaniach wojennych. W roku 1203 Czyngis-chan zatrzymuje się u niego w drodze na przyjęcie zaręczynowe swego syna Dżocziego z córką wodza Kereitów – Ong-chana. Mönglik ostrzega chana przed zasadzką Kereitów, dzięki czemu ratuje mu życie. W 1206 podczas wielkiego kurułtaju, za dotychczasowe zasługi, zostaje stałym gościem dworu Czyngis-chana, który obiecuje, że nie zapomni o nagradzaniu go każdego miesiąca. Wtedy też zostaje dowódcą minganu. Mönglik miał 7 synów, którzy pod przywództwem Kököczü Teb-Tengriego zorganizowali w następnych latach silne stronnictwo polityczne i usiłowali podporządkować sobie najważniejszych ludzi w Imperium Mongolskim, w tym rodzinę Czyngis-chana. Po początkowych sukcesach, Kököczü został zabity i stronnictwo Kongoktanów upadło. Nie wiadomo, czy Mönglik miał jakiś wpływ na te działania swoich dzieci, choć Czyngis-chan mocno mu to zarzucał jednak zgodnie z wcześniejszą obietnicą nie ukarał Mönglika, ani pozostałych jego synów. Według Raszyda ad-Dina był trzecim mężem matki Czyngis-chana – Höelün. W Tajnej historii Mongołów nazywany jest zazwyczaj Ojcem Mönglikiem.